# 椎名裁定
椎名裁定（しいなさいてい）は、1974年、自由民主党副総裁の椎名悦三郎が次期総裁に三木武夫を指名したことを指す。

## 経緯
事は1974年の参議院選挙での自民党の敗北や、同年10月の立花隆による田中金脈問題のスクープなどによって、同年11月26日に田中角栄内閣総理大臣が退陣表明をしたことから始まる。
田中の後継総裁選出をめぐっては難航を極めた。総裁候補として大きく注目されていたのは大平正芳大蔵大臣と福田赳夫前大蔵大臣であった。だが、総裁公選を強行すれば田中派・大平派が推す大平が有利だが福田派との激突が予想され、総裁公選で多くの金が飛び交って国民の批判を受けることが予想された。一方、話し合いで後継選出をすれば、親・福田の傾向の強い顧問会議がリードして数で勝るため大角連合の反発が必至であった（現に顧問会議が代表者に選出してきたのは、岸信介・佐藤栄作の両元首相に元衆議院議長の石井光次郎という著しく福田寄りの顔ぶれであった）。そのため、自民党は最悪のケースとして分裂も予想されていた。

### 椎名裁定

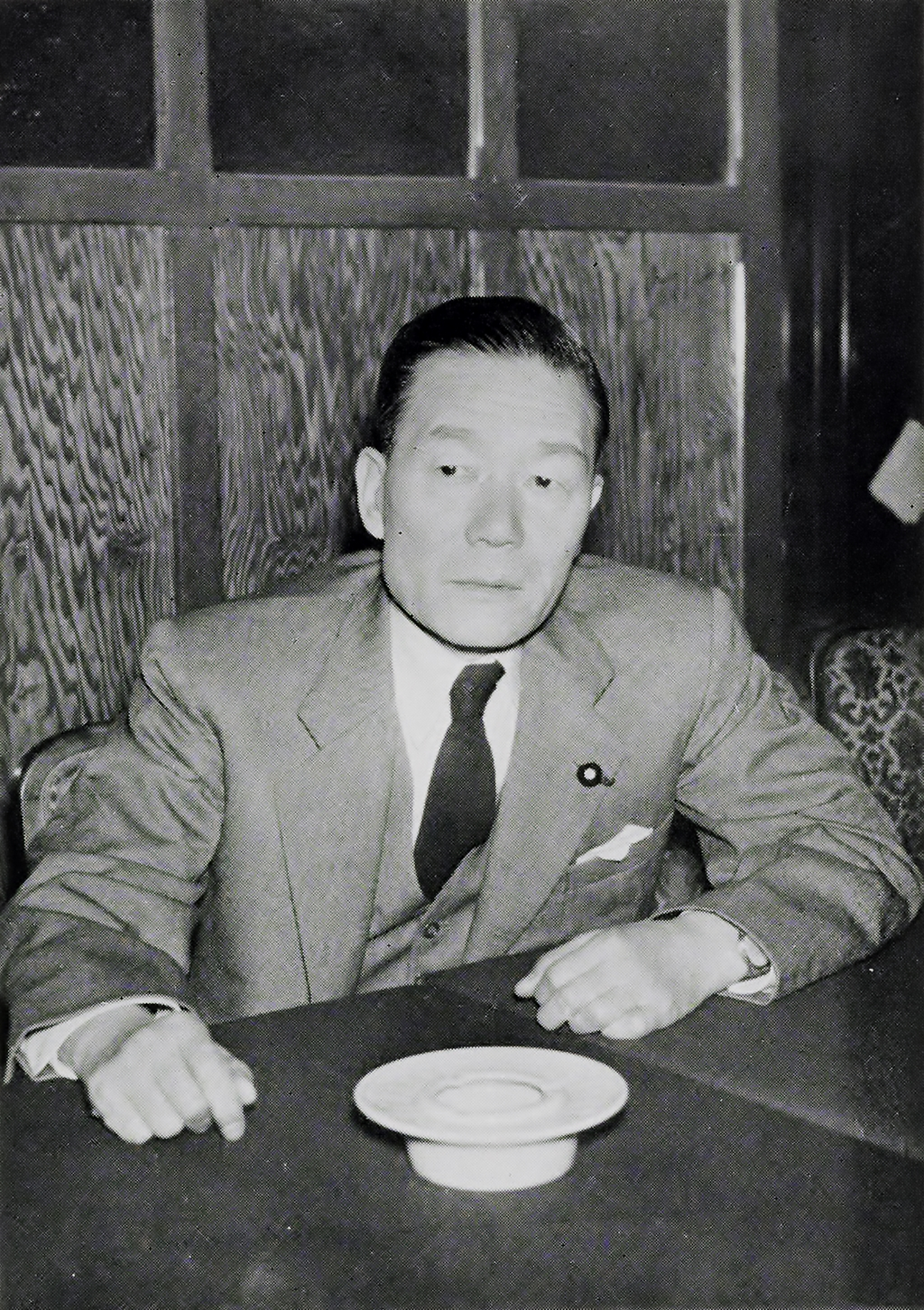
裁定役の椎名悦三郎副総裁

そうした中で、中間派である椎名派の領袖で党改革の推進論者かつ副総裁の椎名悦三郎に、後継総裁選出を裁定する機会が訪れた（他の党四役は幹事長が田中派の二階堂進、総務会長が大平派の鈴木善幸、政調会長が中曽根派の山中貞則）。一時は椎名暫定政権構想が浮上し、椎名もそれを否定しなかったことから、大平は「行司がマワシを締めた」「産婆が自分もお産をすると言い出した」と批判した。この発言の狙いは、椎名の権威を失墜させ裁定役から降ろし、公選に持ち込むことにあったが、その後も椎名の裁定役としての役割は揺るがなかった。
1974年11月30日、自民党本部で派閥実力者との会合において、椎名は自らを総裁候補から除外する旨を伝え、総裁候補を大平・福田・三木武夫・中曽根康弘通商産業大臣の4人とした。協議は政策論議から党改革まで及び、そして、椎名は派閥を超えた閣僚人事、総裁派閥から幹事長を出さない（総幹分離）、党の政策立案機能強化などを合意させた。椎名は「今夜もう一晩真剣に考えて、私なりの結論を出したい。」と述べて、会合を閉じた。
翌日の12月1日、椎名は自民党本部の総裁室に福田・大平・中曽根を呼び、「すでに議論は出尽くした」と裁定文を読み上げた。
これにより「椎名裁定」が下った。椎名とすれば、福田を推せば大角連合が離反する。かといって大平を推せば福田は脱党も辞さない。政局は混迷すると考えた。中曽根は若く（当時56歳）将来があるとし、党近代化を唱えてきた三木を推挙した。裁定を受けた三木は「青天の霹靂だ」とつぶやいた。当時、三木は少数派閥に過ぎず、この裁定は世間に大きな驚きを与えた。
この裁定に難色を示す大物議員もいたが、やがて椎名裁定に同意するようになり、一番難色を示していた大平が同意する旨を返事したことにより三木首相実現への障害はなくなった。その際、田中は大平に対して「うまく負けたな。五十一対四十九で君の負けだ」と述べている。
三木は12月4日に自由民主党第7代総裁に選任され、12月9日に内閣総理大臣に就任した。
なお、自民党幹事長室長を長く務めた奥島貞雄は「実は椎名に裁定を一任するなどとは誰も言っていない」と証言している。
当時、田中は一時的に椎名に政権を預けて自分は金脈問題について全国を遊説し、国民の理解を得てから政権に復帰することを目指し、椎名に「内閣を一時預かってくれ」と言っていた。椎名は自分が大本命なことを知っており、まず二者会談で大平の口説き落としに全力を挙げたが、大平は引かず、逆に二者会談後「行司がまわしを締めた」を番記者にリークした。慌てた椎名は総理への野心をあきらめざるを得なくなり、大平に追い込まれてしまった。
その時点で、選択肢は必然的に三木となった。田中の考えでは一時的に預けるだけなので、自分が復帰する時、暫定政権でなければ困る。福田、大平では本格政権になってしまう。「福田には死んでも政権は渡さない、俺はやつが、ここまでやってもだめなのか……と、雨に打たれて荒野に立ち尽くし男泣きをするところが見たいんだ」と洩らしている。また、田中は椎名裁定の連絡をゴルフ場で聞き「そうか、三木になったか」と洩らして、もう一ラウンド回ったと言われている。だが、事前に椎名から連絡が入っていた（知っていた）と考えるのが普通であろう。他に 「大平はまだ早い、中曽根は芸者と一緒でやつの前は開きっぱなしだ」とも洩らしている。

## 裁定文に関して
裁定の前日である11月30日の夜に、椎名は三木を総裁に選出する裁定を下す旨を、三木側近の産経新聞記者である藤田義郎に伝え、裁定文の草案を書くことの連絡を入れていた。藤田はそのことを三木に伝えると、三木は「藤田君、その裁定文は後世に残る天下の名文にしなければならん。ボクが書く。徹夜してでもボクが書く。」と言い出したが、興奮し過ぎていた三木は結局書くことができなかった。裁定文の草案は藤田がほとんど書き上げたが、三木は「新総裁には、この際、三木武夫君がもっとも適任」という文の「三木武夫」の上に「政界の最長老である」という文言を加えるよう注文をつけた。
その後藤田が椎名に裁定文の草案を渡し、椎名はさらに文案を練り直す。その過程で椎名は三木が加筆させた文言から「最」の文字を削って、これを「政界の長老である三木武夫」に改めている。三木は1937年の総選挙で初当選したが、当時の国会には1930年の総選挙で初当選した船田中がおり、当の椎名自身も当選回数は三木よりも少なかったが、三木より年長だったことにより、三木は必ずしも政界「最」長老ではなかったのである。また、福田に関しても1952年の総選挙で初当選で当時の当選回数は9回と当選14回だった三木より当選回数は少なかったが、年齢は三木より2歳年上だった。